# Tørrild Herred
Tørrild Herred er herred i Vejle Amt. I Kong Valdemars Jordebog hed det Jalynghæreth, i middelalderen hed det Jelling Herred, og hørte under Jelling Syssel. Senere kom det under Koldinghus Len, og fra 1660 Koldinghus Amt, indtil det i 1793 kom under det da dannede Vejle Amt.
Tørrild Herred grænser mod nord og nordøst til Nørvang Herred, mod sydøst til Holmans Herred, mod syd til Jerlev Herred, fra hvilket det til dels skilles ved Vejle Å; mod vest ligger Ribe Amt (Slavs Herred).
Området er højtliggende, idet Jyske højderyg og hovedvandskellet går midt gennem det; det er temmelig bakket, især mod syd langs Vejle Ådal; paa
hovedvandskellet er det højeste punkt
119 moh. mod vest ligger Møllebjerg på 137 moh. mod vest ligger også Randbøl Hede.
I herredet er der følgende sogne:
- Bredsten Sogn
- Gadbjerg Sogn
- Hover Sogn
- Jelling Sogn
- Kollerup Sogn
- Lindeballe Sogn
- Nørup Sogn
- Randbøl Sogn
- Skibet Sogn